# Вольфсберг-им-Шварцауталь
Вольфсберг-им-Шварцауталь (нем. Wolfsberg im Schwarzautal) — ярмарочная коммуна (нем. Marktgemeinde) в Австрии, в федеральной земле Штирия. 
Входит в состав округа Лайбниц.  Население составляет 799 человек (на 31 декабря 2005 года). Занимает площадь 10,5 км². Официальный код  —  61048.

## Политическая ситуация
Бургомистр коммуны — Руперт Варлих (AKTIV) по результатам выборов 2005 года.
Совет представителей коммуны (нем. Gemeinderat) состоит из 9 мест.
- АНП занимает 4 места.
- Партия AKTIV-Wahrlich занимает 3 места.
- СДПА занимает 2 места.